# Boxe nos Jogos Pan-Americanos de 2011 - Peso mosca feminino
A categoria mosca feminino do boxe nos Jogos Pan-Americanos de 2011 foi disputada entre 21 e 29 de outubro na Arena Expo Guadalajara, em Guadalajara, com sete boxeadoras.

## Calendário
Horário local (UTC-6).
| Data          | Horário | Fase             |
| ------------- | ------- | ---------------- |
| 21 de outubro | 14:00   | Quartas-de-final |
| 25 de outubro | 19:00   | Semifinal        |
| 29 de outubro | 19:00   | Final            |

## Medalhistas
| Ouro   | CAN Mandy Bujold                          |
| Prata  | COL Ingrit Valencia                       |
| Bronze | ARG Pamela Benavídez VEN Karlha Magliocco |

## Resultados

### Chave
|  | Quartas-de-final     | Quartas-de-final     | Quartas-de-final |  |  | Semifinal            | Semifinal            | Semifinal           |   |                  | Final            | Final | Final |
|  |                      |                      |                  |  |  |                      |                      |                     |   |                  |                  |       |       |
|  |                      |                      |                  |  |  |                      |                      |                     |   |                  |                  |       |       |
|  |                      |                      |                  |  |  | ARG Pamela Benavídez | ARG Pamela Benavídez | 8                   |   |                  |                  |       |       |
|  | CAN Mandy Bujold     | CAN Mandy Bujold     | 13               |  |  | CAN Mandy Bujold     | CAN Mandy Bujold     | 12                  |   |                  |                  |       |       |
|  | MEX Silvia Torres    | MEX Silvia Torres    | 6                |  |  |                      |                      |                     |   | CAN Mandy Bujold | CAN Mandy Bujold | 11    |       |
|  | COL Ingrit Valencia  | COL Ingrit Valencia  | +4               |  |  |                      | COL Ingrit Valencia  | COL Ingrit Valencia | 5 |                  |                  |       |       |
|  | USA Christina Cruz   | USA Christina Cruz   | 4                |  |  | COL Ingrit Valencia  | COL Ingrit Valencia  | 17                  |   |                  |                  |       |       |
|  | VEN Karlha Magliocco | VEN Karlha Magliocco | 27               |  |  | VEN Karlha Magliocco | VEN Karlha Magliocco | 8                   |   |                  |                  |       |       |
|  | CRC Pamela Sánchez   | CRC Pamela Sánchez   | 14               |  |  |                      |                      |                     |   |                  |                  |       |       |
|  |                      |                      |                  |  |  |                      |                      |                     |   |                  |                  |       |       |
|  |                      |                      |                  |  |  |                      |                      |                     |   |                  |                  |       |       |